# Напад на Арубу
Напад на Арубу (нім. Angriff auf Aruba) — атака підводних човнів країн Осі на нафтові установки та танкери в ході битви за Атлантику під час Другої світової війни. 16 лютого 1942 року німецький підводний човен U-156 під командуванням капітан-лейтенанта Вернера Гартенштейна напав на невеликий голландський острів Аруба. Одночасно інші шість німецьких та італійських підводних човнів патрулювали район судноплавства, й атакували танкери, потопивши або пошкодивши частку з них. На острові Аруба розміщувалися два найбільших у світі нафтопереробних заводи під час війни: Arend Petroleum Maatschappij, розташований поблизу гавані Ораньестад, і Lago Oil and Transport Company у гавані Сінт-Ніколас. Атака призвела до зриву життєво важливого виробництва палива для союзників.

## Історія

### Передумови
На початок Другої світової війни на голландському острові Аруба Малих Антильських островах, що знаходиться на відстані 27 км від північного узбережжя Венесуели, розміщувалися дві великі нафтопереробні заводи, побудовані у середині 1920-х років. На фоні світового конфлікту продукція цих заводів стала надзвичайно важливою, отже виробництво авіаційного палива було розширено для забезпечення британських потреб до вступу Америки у війну.
На початку 1942 року кілька підводних човнів Осі патрулювали південні Карибські острови з метою атакувати конвої союзників і переривати нафтові операції. 13 лютого великий океанський човен U-156 під командуванням капітан-лейтенанта Вернера Гартенштейна увійшов у води біля південно-західної Аруби. Вернер Гартенштейн, який командував групою «Нойланд» (нім. Neuland Gruppe), «вовчою зграєю» з п'яти німецьких і двох італійських підводних човнів хотів провести розвідку навколишніх територій перед тим, як атакувати нафтові резервуари компанії Lago поблизу Ораньєстада.
Раніше німці провели низку атак на пов'язані з нафтою цілі, що курсували між Арубою та Маракайбо, щоб зірвати виробництво авіаційного палива. За планом Гартенштейна U-156 мав атакувати нафтопереробні заводи, тоді як шість інших підводних човнів (U-502, U-67, U-129, U-161 і дві італійські підводні човни) атакували торгові судна в навколишніх акваторіях, де б вони не були. Субмарини патрулювали Венесуельську затоку на південний захід від Аруби та інші прилеглі води в пошуках нафтових танкерів.

### Напад
16 лютого, після кількох днів спостереження за обстановкою, U-156 наблизився до нафтопереробних заводів. Перед ним в бухті стояли два британські пароплави компанії Lago, SS Pedernales і Oranjestad. О 01:31 U-156 сплив у гавані Сінт-Ніколас приблизно за 1,5 км (0,81 морської милі) від берега та атакував два британські танкери, що стояли на якорі. Гартенштайн наказав випустити одну торпеду зі своїх носових торпедних апаратів у Pedernales. Торпедна атака була успішною, і танкер був уражений у середині судна. Завантажений сирою нафтою, пароплав одразу спалахнув, убивши вісім із 26 членів екіпажу та поранивши капітана Герберта Макколла. Потім Oranjestad почав піднімати якір і намагатися відступити, але він запізнився і був вражений другою торпедою, випущеною з U-156. Судно також спалахнуло і за годину затонуло на глибині близько 70 метрів. П'ятнадцять із 22 членів екіпажу танкера загинули. У цей час кілька голландських моряків поринули до своїх маленьких дерев'яних патрульних кораблів у гавані, щоб відвести їх від палаючої нафти танкерів.
О 03:13 U-156 атакував танкер SS Arkansas, що належить Texaco, який стояв на причалі в Ігл-Біч поруч із нафтопереробним заводом «Аренд»/«Ігл». Лише одна з торпед влучила в Arkansas і частково потопила його, але пошкодження було помірним і не завдало серйозних втрат. Потім Гартенштайн продовжив рух далі вглиб гавані Аруби і наказав своїм людям підготувати палубну гармату до стрільби великого нафтового резервуару. Але екіпаж 105-мм гармати забув зняти заглушку зі ствола, тому, коли Гартенштайн наказав їм стріляти, гармата вибухнула і розлетілася прямо в обличчя двох артилеристів. Офіцер Дітріх фон дем Борн був важко поранений, одна нога була відірвана. Його товариш і помічник Генріх Бюсінгер також був важко поранений і помер через кілька годин після спроби стрільби. Тоді Гартенштайн наказав продовжувати обстріл 37-мм зенітною гарматою.
З 37-мм зенітної гармати було випущено 16 пострілів, але союзники виявили лише два влучення: вм'ятину в резервуарі для зберігання нафти та дірку в будинку. Гартенштейн наказав припинити вогонь і взяв курс на інший бік острова. По дорозі U-156 був виявлений і атакований морським патрульним літаком Fokker F.XVIII нідерландських Сил оборони Вест-Індії, який о 05:55 вилетів з Ораньєстада і скинув кілька саморобних протичовнових бомб, але не здобув жодного влучення. Підводний човен продовжив рух до гавані Ораньестад і о 09:43 торпедував Arkansas, що лежав біля причалу нафтопереробного заводу Eagle.
Тим часом шість інших човнів патрулювали район у пошуках нафтових танкерів. U-502 під командуванням лейтенанта Юргена фон Розенштіля у Венесуельській затоці увійшов у контакт із принаймні трьома суднами союзників: двома британськими нафтовиками, SS Tia Juana і SS San Nicolas і венесуельським пароплавом Monagas, які затопив. U-67 капітана Гюнтера Мюллера-Штекгайма атакував ще два танкери біля Кюрасао. Штекгайм випустив чотири торпеди зі своїх носових апаратів по танкерах у гавані Віллемстад. Усі чотири не уразили цілі або не вибухнули. Штекгайм спробував ще раз і випустив ще дві торпеди зі своїх кормових труб у голландський Rafaela; одна влучила і сильно пошкодила судно. Тоді U-67 сплив, не знаючи, що за ним слідкує легкий бомбардувальник A-20 «Хевок» повітряного корпусу армії США. Літак скинув бомби на ворожий підводний човен, але бомби промахнулися, U-67 занурився та втік. Повідомляється, що полум'я від горючих пароплавів навколо Аруби було настільки великим, що його можна було легко побачити з Кюрасао.
Чотири інші підводні човни, очевидно не змогли знайти жодні союзні судна того ранку. Нідерландські патрульні катери також не вступали в бій.

### Наслідки
Після атаки підводні сили держав Осі вирушили на Мартиніку, де вони вивантажили своїх двох поранених для надання їм медичної допомоги. Сумарно внаслідок зухвалого рейду було потоплено чотири судна союзників загальною водотоннажністю 14 149 тонн. Щонайменше 47 торгових моряків союзників були вбиті, ще кілька отримали поранення. Танкери «Педерналес», «Арканзас» і «Рафаела» попри атакам вціліли; хоч вони були пошкоджені або частково затонули, їх було відремонтовано та знову використано для транспортування військових вантажів союзників. Під час атаки U-156 на «Арканзас» одна з торпед, що промазала, виїхала вгору на пляж «Аренд»/«Ігл» і не вибухнула. 17 лютого четверо голландських морських піхотинців загинули, коли під час її огляду торпеда вибухнула.
Письменник американського Ассошіейтед Прес Герберт Вайт перебував на острові під час атаки разом з інспекційною групою під командуванням генерал-лейтенанта Френка Ендрюса. Обидва чоловіки були свідками нападу. Збройні сили США зі схвалення уряду Нідерландів щойно направили значний окупаційний контингент для охорони островів і нафтопереробних заводів від нападів Осі, і тепер це виявилося необхідним, хоча Аруба більше ніколи не зазнавала атак під час війни.